# The Chase Nature Reserve
The Chase est une réserve naturelle située à Dagenham, à Londres. La majeure partie se trouve dans le quartier londonien de Barking et Dagenham, avec une petite partie à Havering. Il appartient aux arrondissements et est géré par le London Borough of Barking & Dagenham - Parks & Countryside Ranger Service. Les boroughs ont désigné les sections de leurs boroughs respectifs comme réserves naturelles locales,. Le Chase, avec le parc voisin Eastbrookend Country Park, est également désigné site d'importance métropolitaine pour la conservation de la nature.

## Description

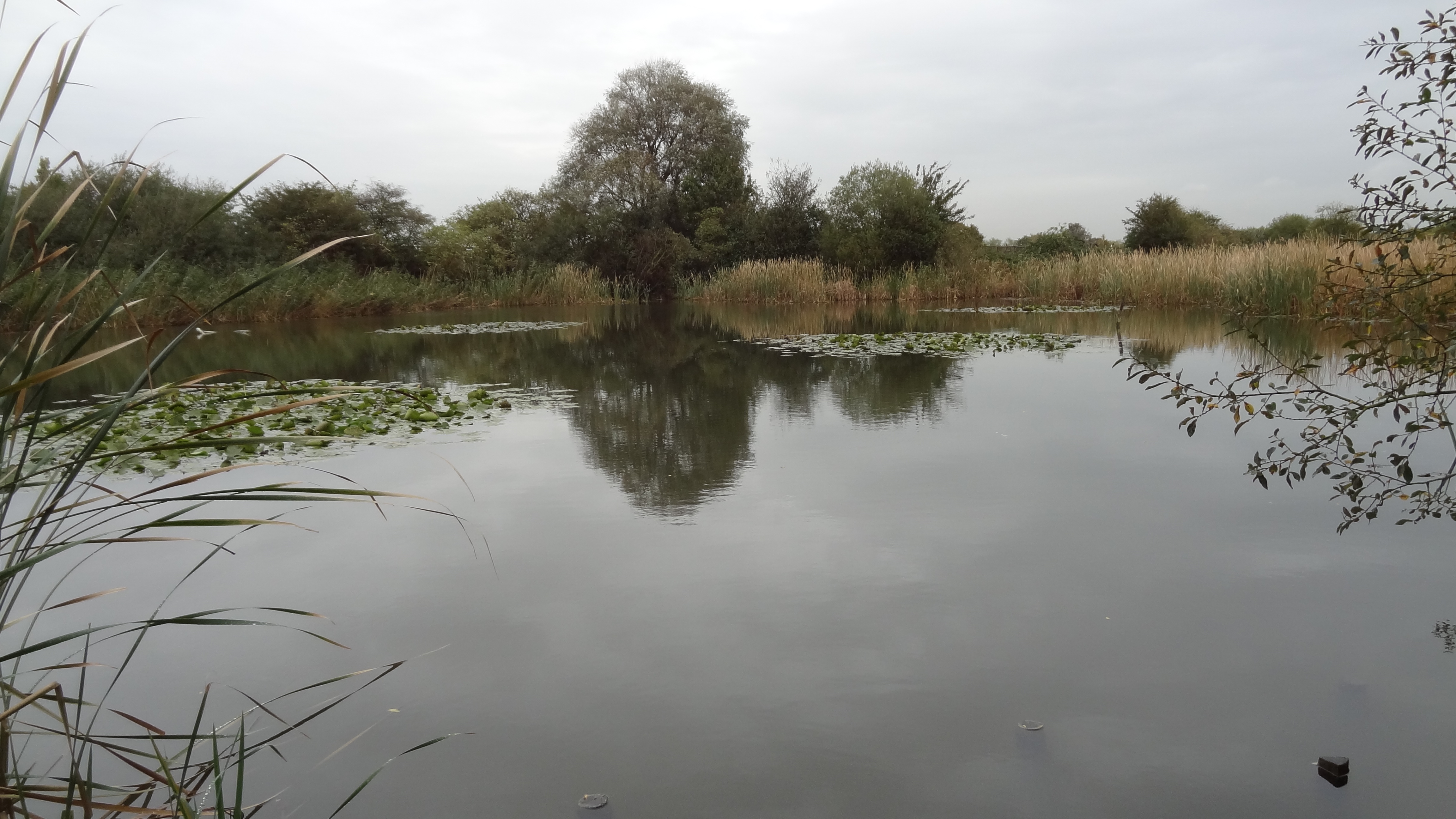
Hooks Hall Pond

La rivière Rom, qui constitue la limite entre les boroughs, traverse le site, avec Barking et Dagenham à l'ouest et Havering à l'est. C'était autrefois un site d'extraction de gravier qui abrite aujourd'hui divers habitats. La rivière Rom abrite des oiseaux tels que les martins-pêcheurs, et les 190 espèces d'oiseaux répertoriées comprennent les alouettes, les pluviers cendrés et les vanneaux. Le parc abrite également environ 300 perruches vertes qui font connaître leur présence avec beaucoup de bruit, en particulier au coucher du soleil. Les autres animaux sont les campagnols, les tritons à crête, les vers lents et les blaireaux,. Le peuplier noir est l’arbre indigène le plus rare de Grande-Bretagne, et le site en compte six seulement,. Les prairies sèches acides ont des espèces inhabituelles. Certaines zones sont gardées par des chevaux.

## Accès
La réserve est divisée en une bande étroite boisée le long de la rivière Rom au nord de la route appelée The Chase et en un vaste espace plus ouvert avec des lacs au sud. La bande boisée située à l'est de la rivière Rom, qui se trouve à Havering, est traversée par un sentier pédestre reliant Roneo Corner, en face de Rom Valley Way, jusqu'à The Chase (route). Un sentier allant de Dagenham Road à The Chase (route) traverse la région sur la rive ouest. La zone sud est bordée à l'ouest par Eastbrookend Country Park et est reliée par une passerelle sur une voie ferrée au parc Beam Valley Country Park au sud. 

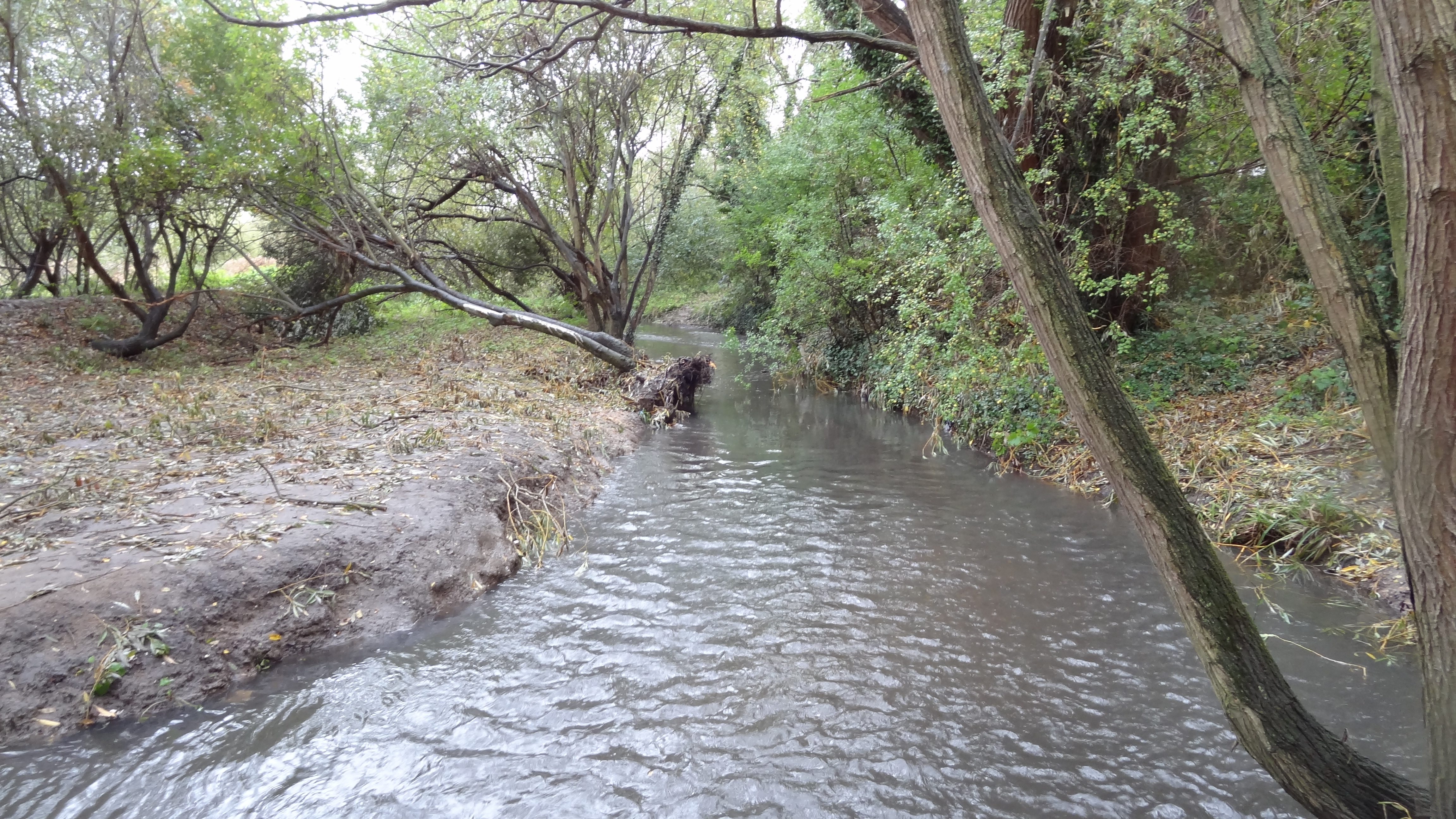
Rivière Rom
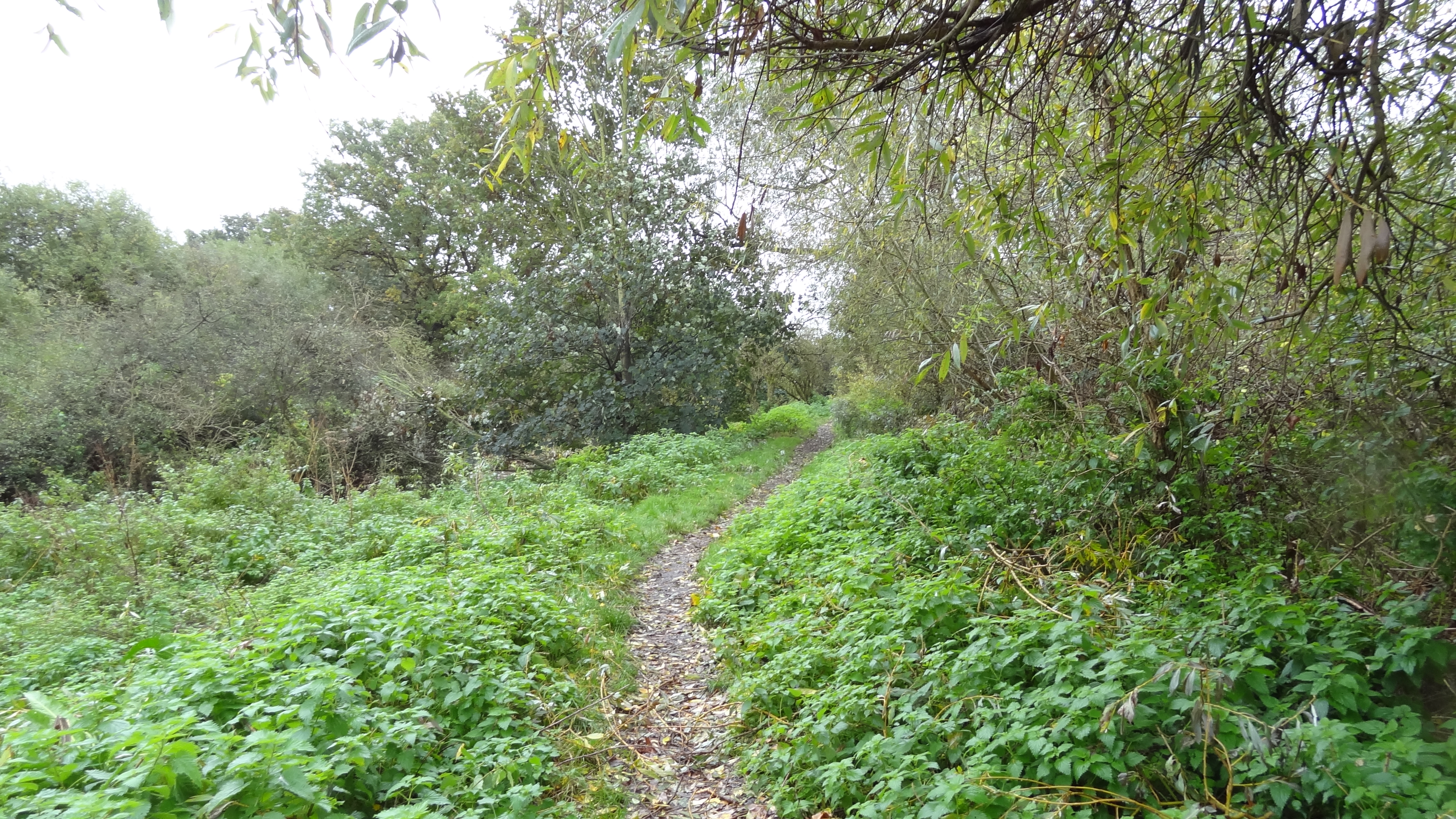
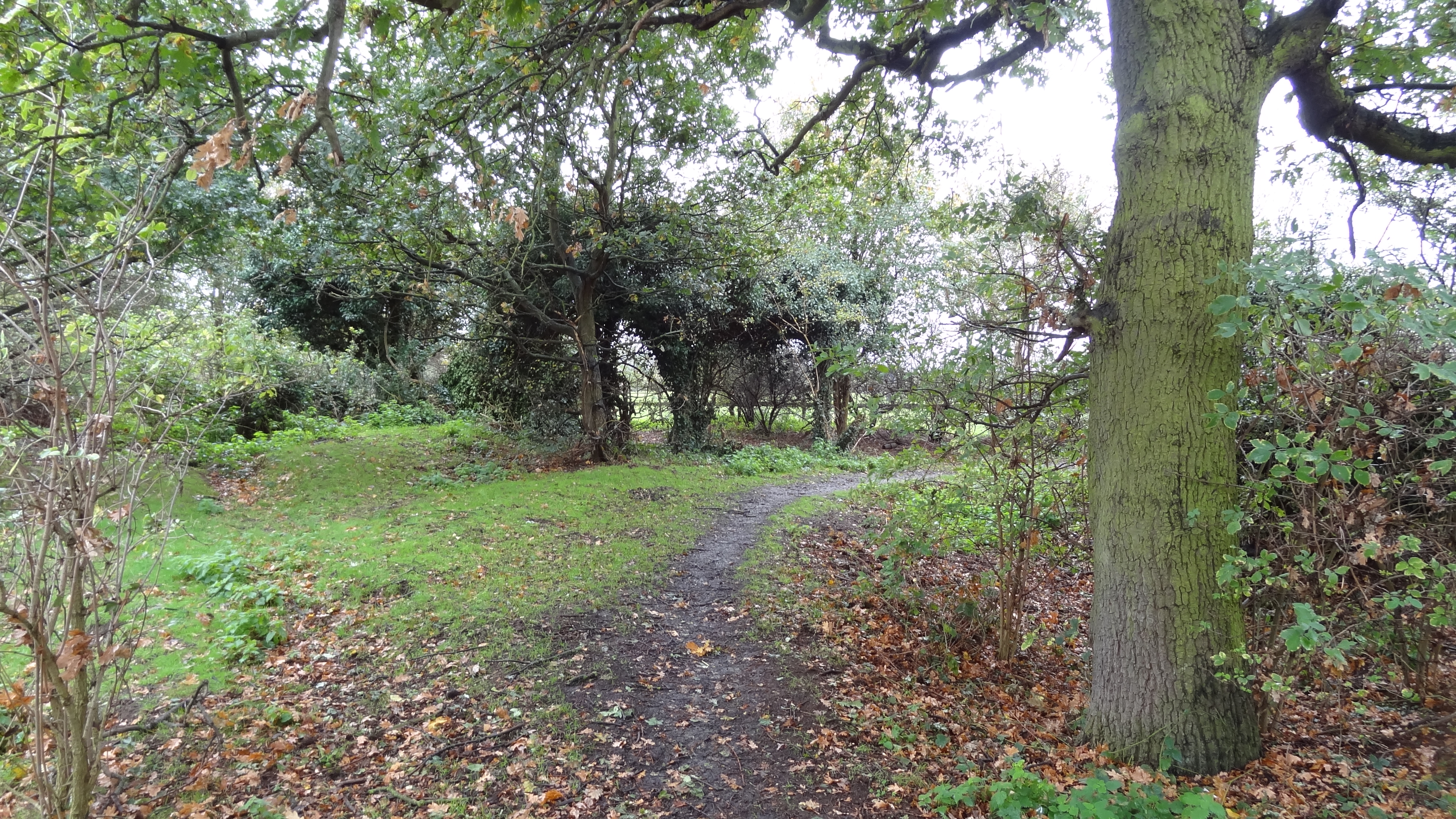
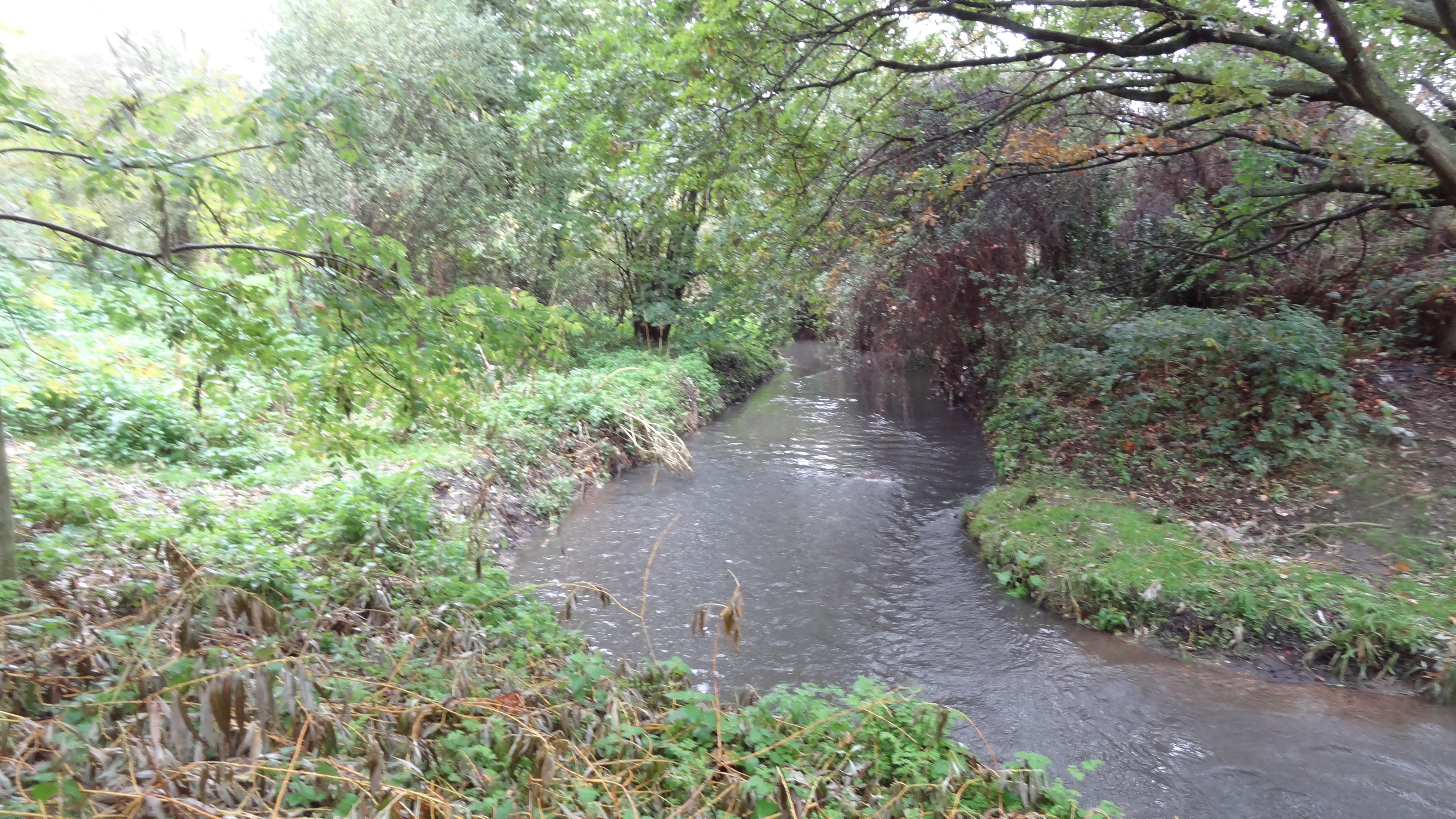
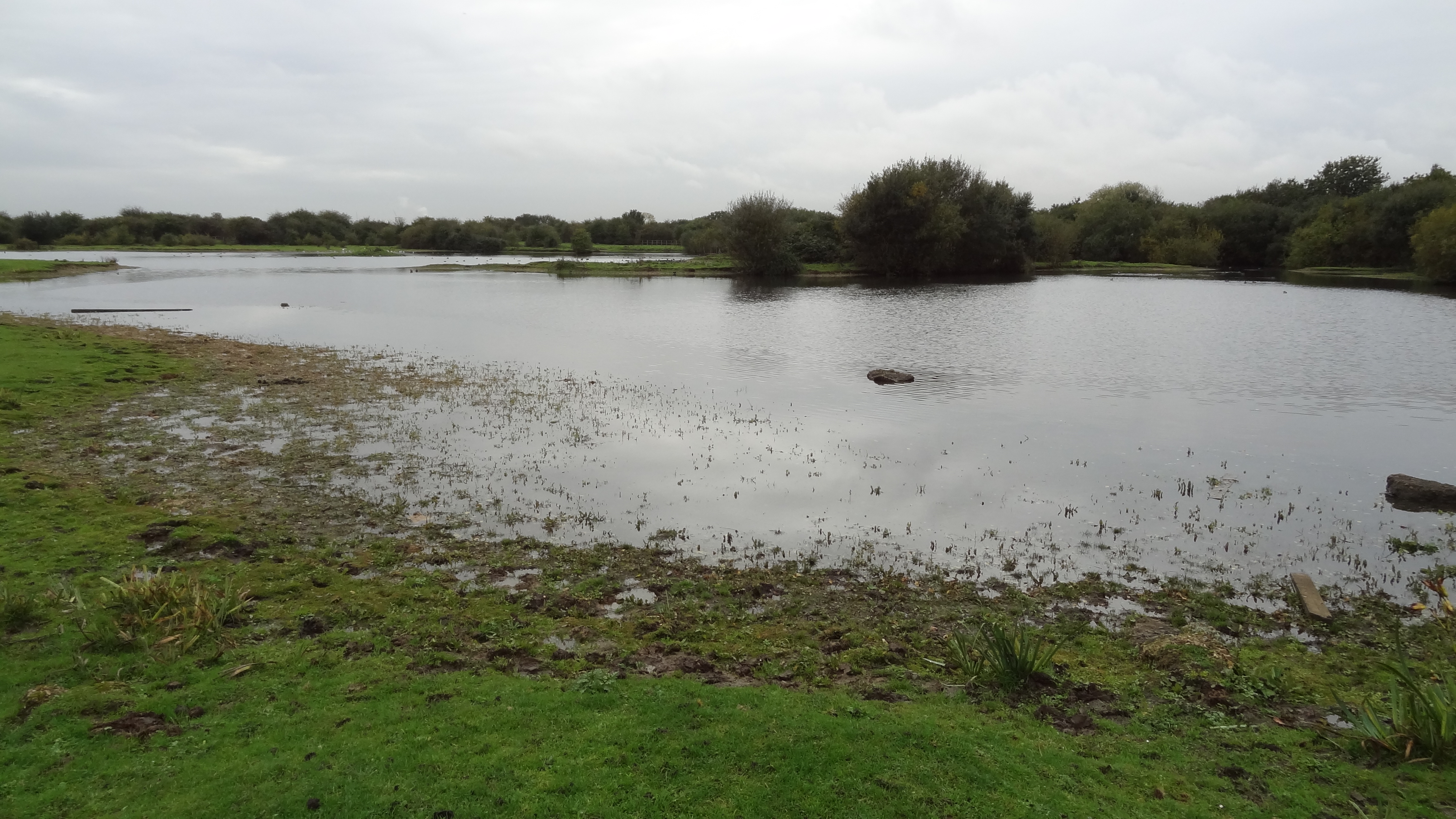
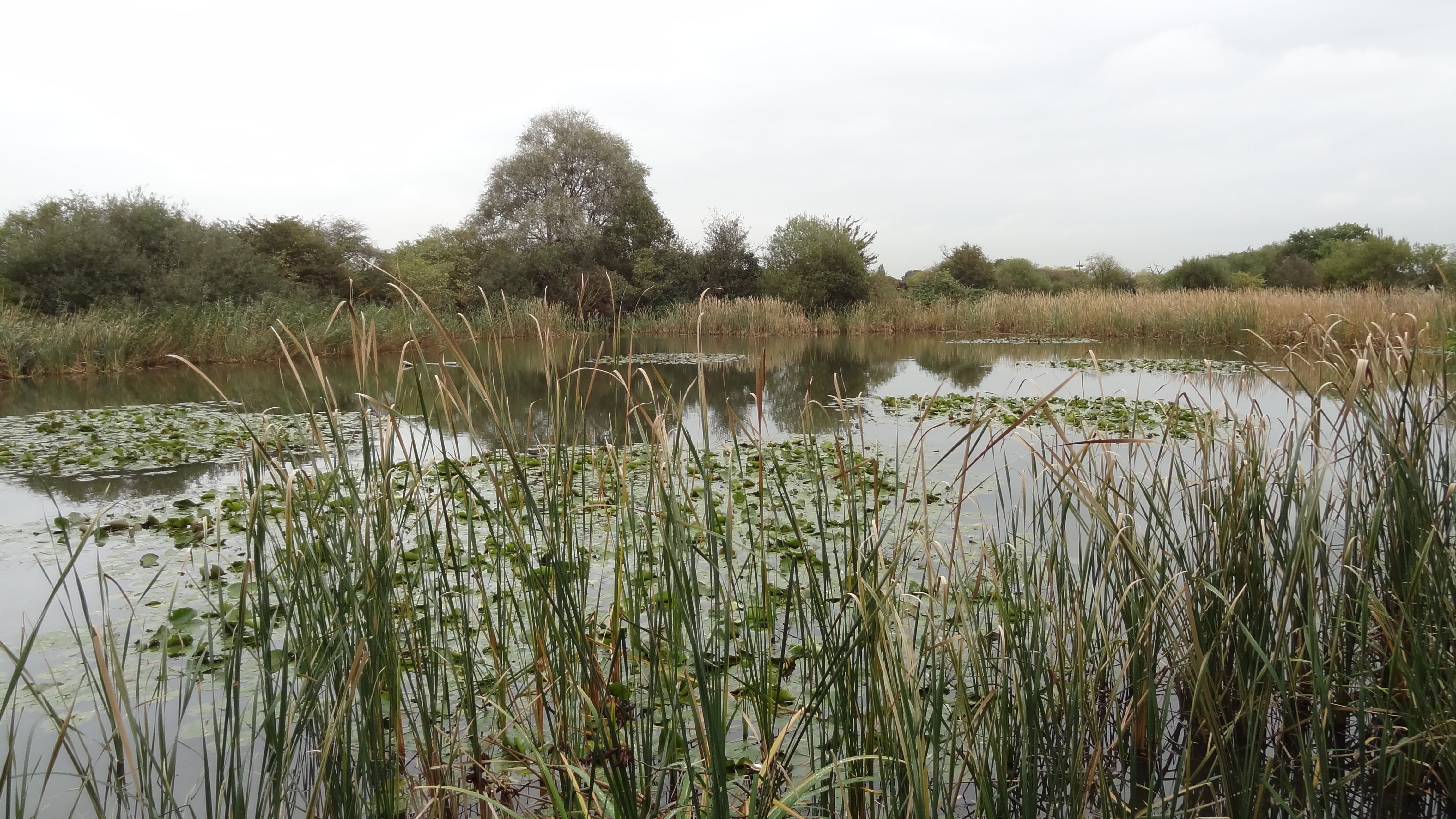
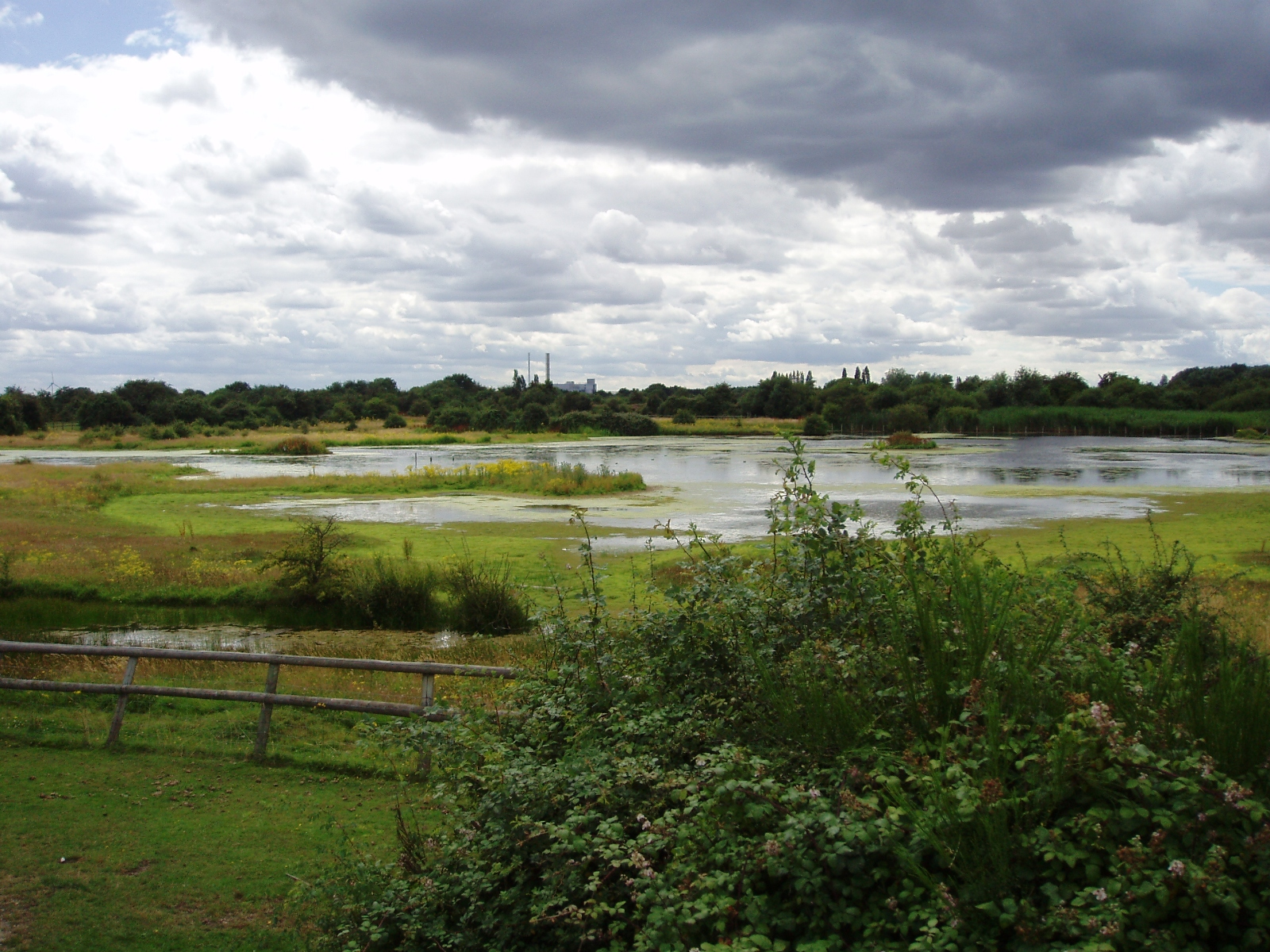
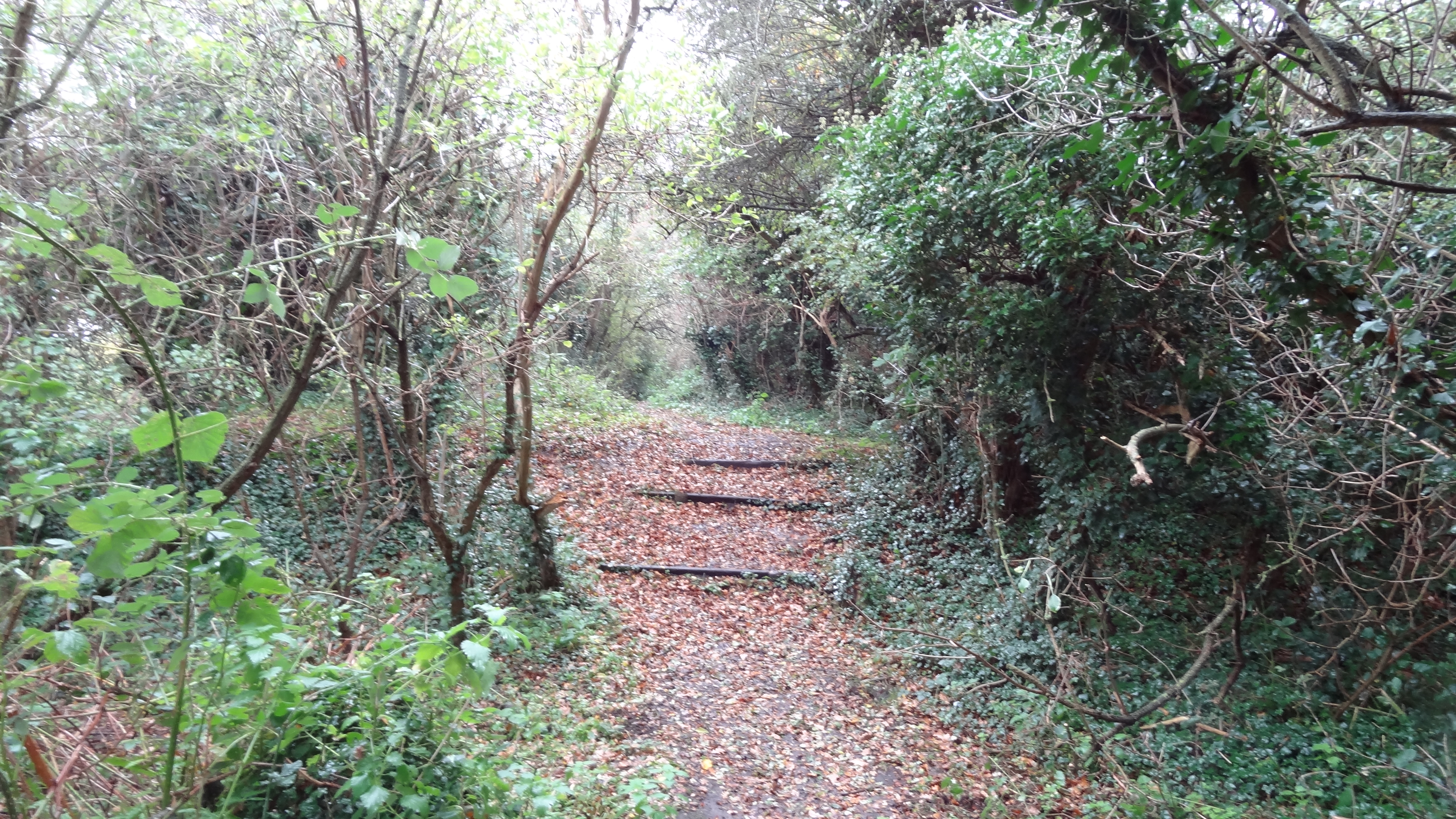
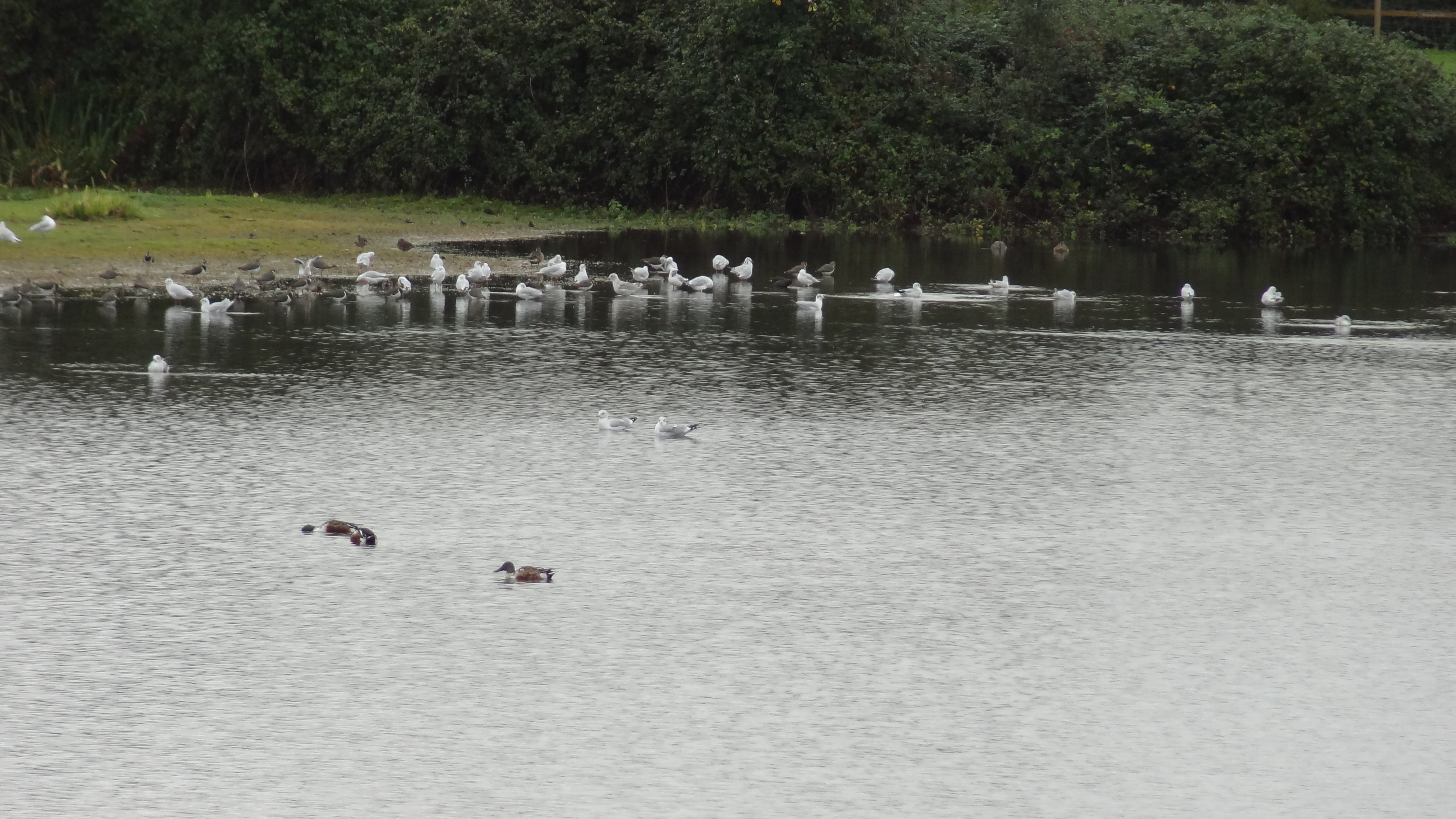
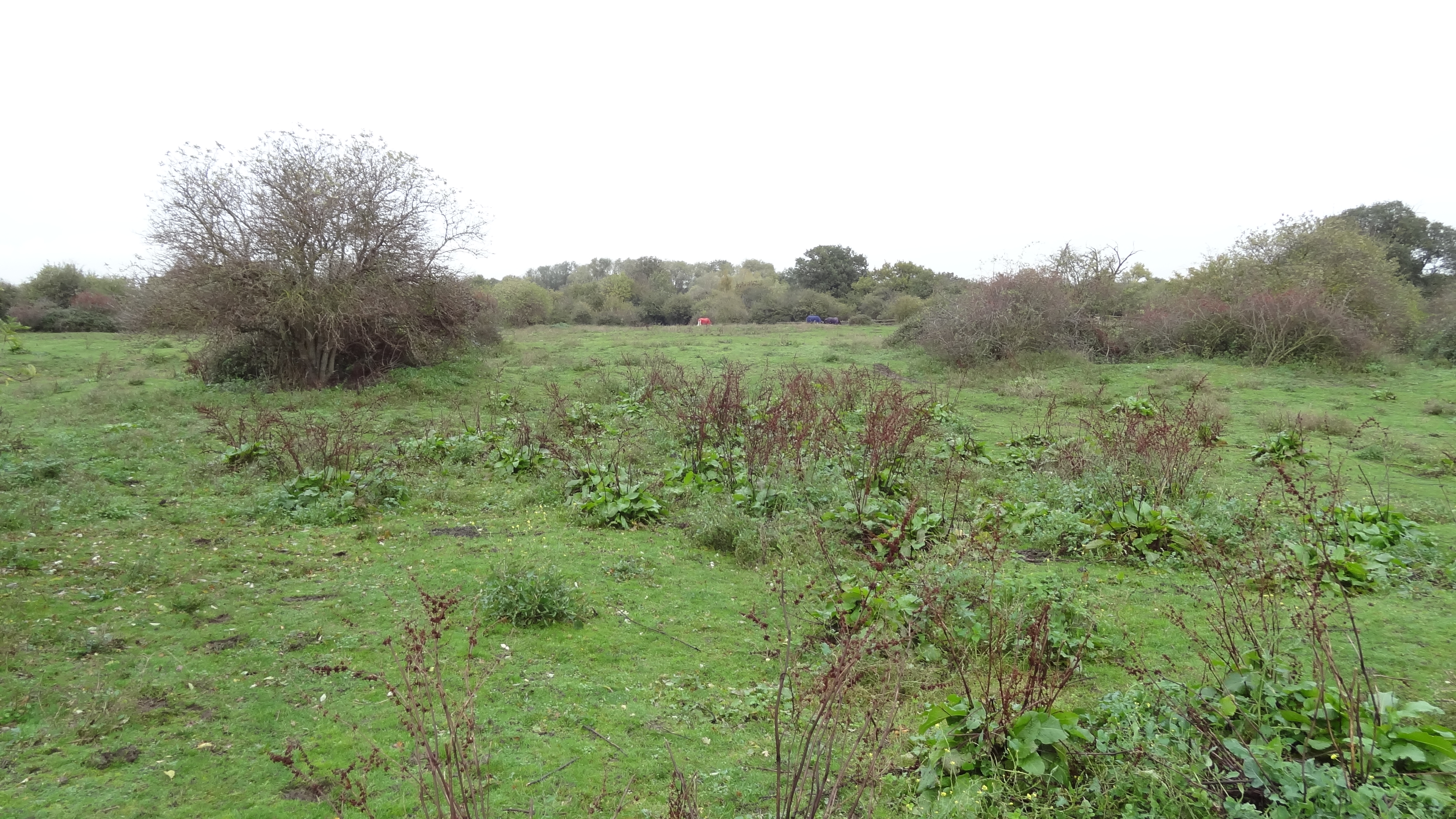